# Alfredo Baldomir
 (décembre 2016).
Si vous disposez d'ouvrages ou d'articles de référence ou si vous connaissez des sites web de qualité traitant du thème abordé ici, merci de compléter l'article en donnant les références utiles à sa vérifiabilité et en les liant à la section « Notes et références ».
Alfredo Baldomir (né le 27 août 1884 à Paysandú, mort le 24 février 1948 à Montevideo) est un architecte, général et homme d'État uruguayen, président de 1938 à 1943, et auteur du coup d'État de 1942 qui rétablit les droits supprimés sous la dictature de Gabriel Terra (1933-38). Il était membre du Parti colorado.

## Biographie
Chef de la police de Montevideo en 1933 et beau-frère de Gabriel Terra, il participe au coup d'État qui instaure la dictature de Terra, et est nommé général en 1935, ainsi que ministre de la Défense. Parallèlement, Baldomir est architecte. En 1938, il est élu président, succédant à Terra. En butte à des problèmes de pénurie, il établit en 1941 le contrôle des prix du blé et des articles de première nécessité, décrétant des mesures d'exception (medidas prontas de seguridad (es)) pour obliger les producteurs de pain à ouvrir. Cette mesure d'urgence est soutenue par les secteurs colorado au pouvoir, l'Union civique, le Parti radical indépendant et le Parti socialiste, et combattu par l'herrerisme blanco, les colorados indépendants et le Parti communiste.
Dissolvant le Parlement lors du golpe bueno (« bon coup d'État »), il le remplace en février 1942 par un Conseil d'État composé de politiques proches de l'ex-président José Batlle y Ordóñez et d'autres colorados. Outre le batllisme, le Parti communiste soutient l'initiative de Baldomir, tandis que le Parti socialiste l'accuse d'avoir participé au coup d'État de 1933 et de poursuivre un programme autoritaire. Baldomir rétablit toutefois progressivement les droits individuels en promulguant une nouvelle Constitution (es) (1942).
Sous son gouvernement, l'Uruguay devient de plus en plus hostile aux forces de l'Axe, en partie sous la pression des Alliés. Ainsi, après avoir autorisé le cuirassé allemand Admiral Graf Spee à rentrer pour réparations dans le port de Montevideo, il l'expulse sous l'insistance de Washington.
De 1943 à 1946, il préside la Banque nationale (es). Il se présente sans succès à l’élection présidentielle de 1946.